# Onimusha
Onimusha (鬼武者?) è una serie di videogiochi creata da Capcom. Al 2017 la saga ha venduto oltre otto milioni di copie. Serie è ispirata a Resident Evil e presenta elementi tipici del Giappone feudale. Il primo videogioco della serie, Onimusha: Warlords (2001), doveva debuttare su PlayStation ma venne poi distribuito per PlayStation 2

## Serie
| anno | titolo                                   | dispositivi                               | note           |
| ---- | ---------------------------------------- | ----------------------------------------- | -------------- |
| 2001 | Onimusha: Warlords                       | PS2; PS4; Xbox One; N. Switch; PC         |                |
| 2002 | Onimusha 2: Samurai's Destiny            | PS2; PS4; Xbox One, Series; N. Switch; PC | sequel         |
| 2002 | Genma Onimusha                           | Xbox                                      | ver. esclusiva |
| 2003 | Onimusha Tactics                         | Game Boy Advance; Wii                     |                |
| 2003 | Onimusha: Blade Warriors                 | PS2                                       | a incontri     |
| 2004 | Onimusha 3: Demon Siege                  | PS2; PC                                   |                |
| 2006 | Onimusha: Dawn of Dreams                 | PS2                                       | Onimusha 4     |
| 2010 | Tatsunoko vs. Capcom: Ultimate All-Stars | Wii                                       | crossover      |
| 2026 | Onimusha: Way of the Sword               | PS5; Xbox Series; PC                      | in sviluppo    |

Onimusha 2: Samurai's Destiny (2002) e Onimusha 3: Demon Siege (2004), quest'ultimo con la partecipazione dell'attore Jean Reno.
La serie è proseguita con Onimusha: Dawn of Dreams (2006), non approdando su PlayStation 3.
Nel 2025 Capcom ha annunciato il gioco Onimusha: Way of the Sword, attualmente in sviluppo, protagonista è creato con il volto di Toshirō Mifune.

### Crossover
Tatsunoko vs. Capcom: Ultimate All-Stars, Kaijin no Sōki è un personaggio giocabile.

### Antologie
La trilogia di Onimusha è stata raccolta in una collezione denominata Onimusha Essentials. 

### Altri media
Nel 2022 Netflix e Capcom hanno annunciato una serie anime omonima basata sulla saga videoludica. La serie è stata pubblicata il 2 novembre 2023.